# بورجارو تورينيز
بورجارو تورينيز (بالإيطالية: Borgaro Torinese)‏ هي بلدية تقع على بعد حوالي 10 كيلومتر (6 ميل) شمال غرب مقاطعة تورينو في إقليم بييمونتي بشمال إيطاليا، بتعداد سكاني يصل إلى 13.445 نسمة.
تحدها كل من البلديات التالية: كاسيل تورينيزي، مابانو، فيناريا ريالي، سيتيمو تورينيزي وتورينو. تشتهر المدينة بوجود مقر شركة إرجوم للسيارات، وهي الشركة البارزة في صناعة المواد البلاستيكية للمركبات.